# Vittorio Magnago Lampugnani

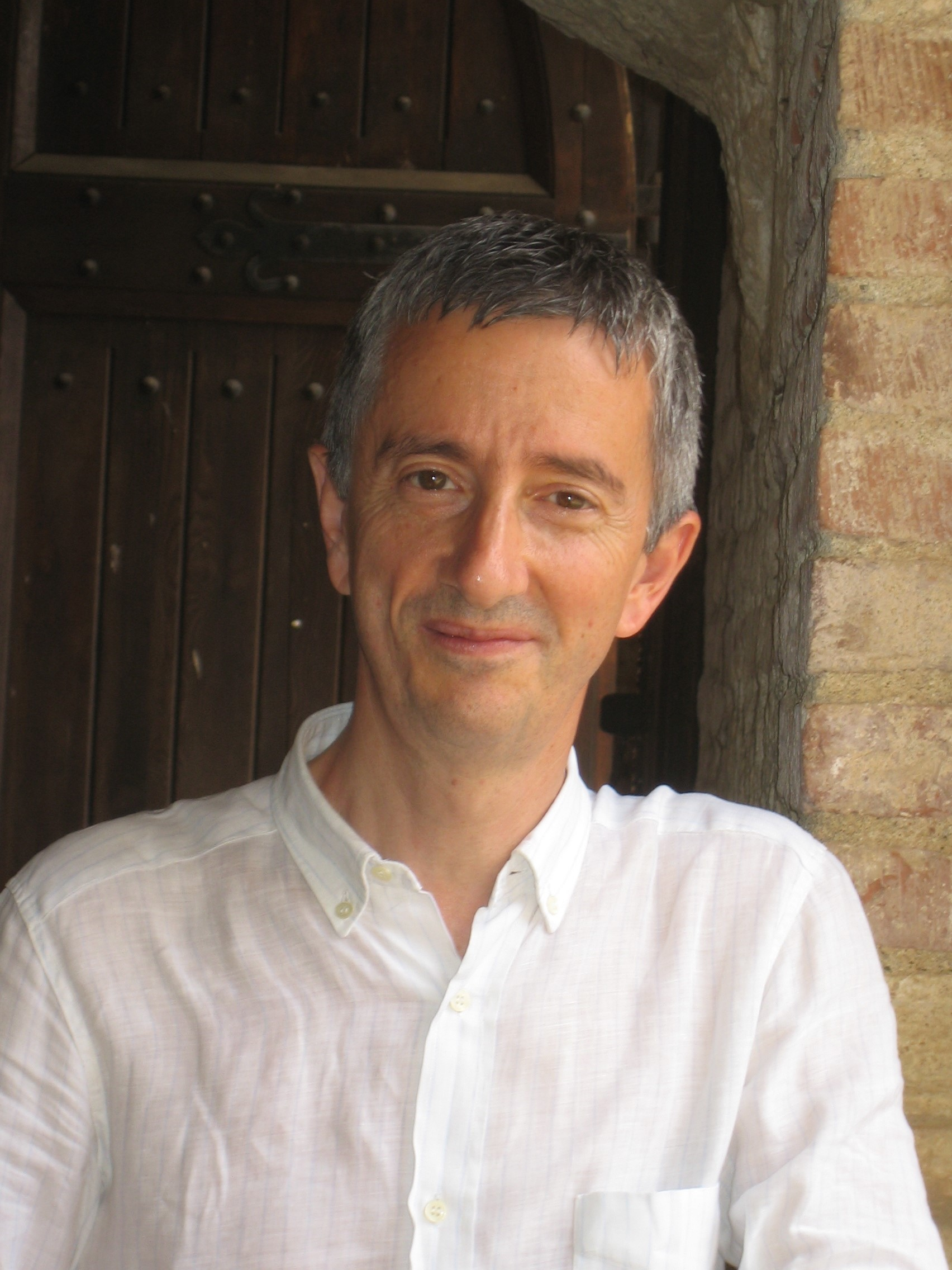
Vittorio Magnago Lampugnani, 2015

Vittorio Magnago Lampugnani (* 5. März 1951 in Rom) ist ein italienischer Architekt, Architekturtheoretiker, Architekturhistoriker und Hochschullehrer.

## Akademischer Bildungsweg
Lampugnani besuchte von 1957 bis 1960 die Schweizer Schule Rom, danach, von 1960 bis 1970, die Deutsche Schule Rom. Von 1970 bis 1973 studierte er an der Universität La Sapienza in Rom und der Universität Stuttgart Architektur. 1973 erhielt er sein Diplom, 1977 promovierte er in Stuttgart. 1983 erwarb er den Dottore in Architettura an der Universität Rom.

## Forschung und Wissenschaft
Als Autor mehrerer grundlegender Werke zur Architekturgeschichte und -theorie und Verfasser zahlreicher Aufsätze und Architekt vielbeachteter städtebaulicher Projekte wird Lampugnanis pointierte Auffassung weit rezipiert. Zwischen 1974 und 1980 war er wissenschaftlicher Mitarbeiter am Institut für Grundlagen der modernen Architektur und Entwerfen der Universität Stuttgart bei Jürgen Joedicke. 1981–82 folgte ein Stipendium des Deutschen Akademischen Austauschdienstes im Berliner Künstleraustauschprogramm, 1981–83 eine Research Fellowship des American Council of Learned Societies an der Columbia University in New York. 1983 war Lampugnani Professor an der Internationalen Sommerakademie für Bildende Kunst Salzburg, 1984–85 Professor an der Graduate School of Design der Harvard University in Cambridge, Massachusetts. 1986 folgte ein einjähriges Fellowship am Wissenschaftskolleg zu Berlin.
Als Nachfolger von Heinrich Klotz leitete Lampugnani von 1990 bis 1995 das Deutsche Architekturmuseum  (DAM) in Frankfurt/Main.
Von 1990 bis 1994 war er Universitätsprofessor an der Staatlichen Hochschule für Bildende Künste (Städelschule) in Frankfurt am Main. Von 1994 bis 2016 war er ordentlicher Professor für Geschichte des Städtebaus an der Eidgenössischen Technischen Hochschule Zürich, 1998–2001 zudem Vorsteher des Departements für Architektur, seit 2003 Mitglied des Instituts für Städtebau, 2005–07 Vorsteher des Netzwerks Stadt und Landschaft. 2002–07 war er Direktor des Graduiertenkollegs „Stadtformen: Bedingungen und Folgen“, 2007–2010 Leiter der Arbeitsgruppe „Raumwissenschaften im ETH-Bereich“, 2010–2016 Vorsteher des Instituts für Geschichte und Theorie der Architektur (gta). Von 2017 bis 2018 war er erneut Fellow am Wissenschaftskolleg zu Berlin, 2022 war er wissenschaftlicher Gast an der Christian-Albrechts-Universität zu Kiel. Seit 2018 lehrt er sporadisch an der Graduate School of Design der Harvard University. Daneben hielt er zahlreiche Vorträge und hatte Gastprofessuren inne, unter anderem am Massachusetts Institute of Technology (MIT) an der Escuela Técnica Superior de Arquitectura der Universidad de Navarra in Pamplona und an der Architekturfakultät des Politecnico di Milano.

## Standpunkte zur Architektur
Lampugnani vertritt eine formal disziplinierte, zeitlos klassische und auch ästhetisch nachhaltige Architektur ohne modernistische oder postmodernistische Extravaganzen. Er formte die eigene architektonische Haltung in den Kreisen von Vittorio Gregotti, Aldo Rossi und vor allem Giorgio Grassi, wie auch Oswald Mathias Ungers und Josef Paul Kleihues. Als Berater und theoretischer Kopf der Internationalen Bauausstellung Berlin für die Neubaugeschichte konnte er sie in den 1980er Jahren konkret umsetzen. Ein Jahrzehnt später war er einer der Protagonisten des Berliner Architekturstreites, der sich an den Leitbildern der Neubebauung der Berliner Innenstadt nach der Wiedervereinigung entzündete. Seit den 1990er Jahren, als sein vielbeachtetes Buch „Die Modernität des Dauerhaften“ erschien, setzt sich Lampugnani für eine Architektur ein, die vor allem dadurch nachhaltig ist, weil sie lange lebt: technisch, funktional und ästhetisch.

## Bauten
1980 eröffnete Lampugnani ein Architekturbüro in Berlin, weitere Büros folgten in Mailand (Studio di Architettura) und Zürich (Baukontor Architekten, in Partnerschaft mit Jens Bohm).
- 2015: Geschäftshaus am Schiffbauplatz, Zürich mit Jens Bohm
- 2014: Parkgarage, East Hanover
- 2008: Untergrundbahnhof Mergellina, Neapel
- 2007: Wohngebäude Konradhof, Wallisellen, Zürich, mit Jens Bohm
- 2007: Masterplan Richti-Areal, Wallisellen, Zürich
- 2008: Bürogebäude Fabrikstrasse 12 auf dem Novartis Campus, Basel
- 2001: Städtebaulicher Masterplan für den Novartis Campus in Basel (2001ff)
- 1999–2001: Platzgestaltung des Audi Forum, Ingolstadt mit Landschaftsarchitekt Wolfgang Weinzierl
- 2004: Neugestaltung Donauufer, Regensburg mit Landschaftsarchitekt Wolfgang Weinzierl
- 1999: Wohnhausgruppe, Maria Lankowitz mit Marlene Dörrie und Michael Regner
- 1996: Bürokomplex im Block 109, Berlin mit Marlene Dörrie
- 2004–2019: Donaumarkt Promenade, Regensburg mit Landschaftsarchitekt Gerd Aufmkolk und Wolfgang Weinzierl[3]

Diese und weitere Architektur-Arbeiten wurden in verschiedenen Monografien und in internationalen Architekturzeitschriften veröffentlicht, darunter Casabella, Domus und Lotus international, Mailand, Arquitectura Viva, Madrid, und AMC (Architecture Mouvement Continuité), Paris. Lampugnani war Mitglied zahlreicher Jurys für Architekturwettbewerbe und Architekturpreise, darunter des Praemium Imperiale, Tokio (Berater), des Mies van der Rohe Award for European Architecture, Barcelona (Vorsitz) und des Green Prize for Urban Planning der Harvard University.

## Ausstellungen
1984 konzipierte und leitete Lampugnani die Ausstellung „Das Abenteuer der Ideen. Architektur und Philosophie seit der industriellen Revolution“ in der Neuen Nationalgalerie  Berlin (1985 unter dem Titel „L'avventura delle idee nell'architettura 1750–1980“ im Palazzo della Triennale in Mailand). 1987 folgte die Ausstellung „Le città immaginate: un viaggio in Italia“, ebenfalls im Palazzo della Triennale (mit Vittorio Savi). 1990–95 war er Direktor des Deutschen Architektur-Museums in Frankfurt am Main, wo zahlreiche Ausstellungen, Symposien und Vortragsreihen unter seiner Leitung entstanden. Weiterhin kuratierte er  die Ausstellung „Rinascimento. Da Brunelleschi a Michelangelo: La rappresentazione dell'architettura“, die 1994 im Palazzo Grassi in Venedig (mit Henry A. Millon), 1995–96 in der National Gallery of Art, Washington D.C., im Musée des Monuments historiques, Paris, und im Alten Museum, Berlin zu sehen war. Verschiedene seiner Architektur-Arbeiten wurden wiederholt in Einzel- und Kollektivausstellungen ausgestellt, unter anderem auf der Biennale in Venedig.

## Beratungen und Fachpublizistik
Von 1980 bis 1984 war Lampugnani wissenschaftlicher Berater der Internationalen Bauausstellung Berlin (Die Neubaugebiete). Etwa gleichzeitig war er Mitglied des Redaktionsausschusses von „Casabella“ in Mailand. Zwischen 1986 und 1990 war er stellvertretender Herausgeber, ab 1990 bis 96 alleinverantwortlicher Herausgeber des „Domus“. 2000–2005 war er Mitglied des Redaktionsausschusses von „The Harvard Design Magazine“. Im Jahr 2010 war er Städtebau- und Architekturberater für den Wiederaufbau von L’Aquila. Lampugnani saß neben Willi Egli, Ulrike Lauber, Florian Nagler, Karl Frey und Ludwig Wappner unter Vorsitz von Jörg Homeier im Gestaltungsbeirat der Stadt Ingolstadt. Seit 1995 schreibt er regelmäßig für die Neue Zürcher Zeitung (NZZ).

## Mitgliedschaften und Ehrungen
1987 erhielt Lampugnani den Preis des Comité International des Critiques d’Architecture. Seit 1991 ist er Mitglied des Bundes Deutscher Architekten, seit 1995 des Bundes Schweizer Architekten. 1992–96 war er Mitglied des Architekturbeirats der Deutschen Bank, Frankfurt am Main, 1999–2002 Mitglied der wissenschaftlichen Beiräte der Triennale di Milano und des Musée d’Architecture Français, Paris. Es folgte 2000–2004 die Mitgliedschaft des wissenschaftlichen Beirats des Collegium Helveticum, Zürich, sowie des Schweizerischen Wissenschafts- und Technologierats, Bern. 2001–2014 war Lampugnani Mitglied des Steering Committees sämtlicher Campus-Anlagen von Novartis, 2012–2014 des Gestaltungsbeirats des Flughafens München. Seit 2001 ist er Mitglied der Internationalen Bauakademie Berlin und des Programmbeirats des Oskar von Miller Forum, München. 2006 erhielt er den Ehrenpreis der Vereinigung Freischaffender Architekten Deutschlands für sein Buch „Die Modernität des Dauerhaften“, 2009, 2011 und 2017 den Preis für besondere Verdienste in der Lehre am Departement Architektur der ETH, 2010 den Bruno Zevi Book Award des International Committee of Architectural Critics, 2017 den Credit Suisse Award für den besten Dozenten der gesamten ETH und die Heinrich-Tessenow-Medaille.

## Vorträge
- 2005: Kunstverein Ingolstadt[6]

## Publikationen (Auswahl)
- Architektur und Städtebau des 20. Jahrhunderts. Hatje Cantz Verlag, Stuttgart 1980.
- Architektur unseres Jahrhunderts in Zeichnungen: Utopie und Realität. Hatje Cantz Verlag, Stuttgart 1982.
- als Hrsg.: Hatje-Lexikon der Architektur des 20. Jahrhunderts. Hatje Cantz Verlag, Stuttgart 1983. 2. überarbeitete Auflage 1998. ISBN 978-3-7757-0738-1[7]
- Architektur als Kultur – die Ideen und die Formen: Aufsätze 1970–1985. DuMont Buchverlag, Köln 1986.
- mit Romana Schneider (Hrsg.): Moderne Architektur in Deutschland 1900–1950: Reform und Tradition. Hatje Cantz Verlag, Stuttgart 1992.
- mit Romana Schneider (Hrsg.): Moderne Architektur in Deutschland 1900–1950: Expressionismus und Neue Sachlichkeit. Hatje Cantz Verlag, Stuttgart 1992. ISBN 978-3-7757-0452-6[8]
- Die Modernität des Dauerhaften. Essays zu Stadt, Architektur und Design. Verlag Klaus Wagenbach, Berlin 1996. ISBN 978-3-8031-2676-4[9]
- mit Angeli Sachs (Hrsg.): Museen für ein neues Jahrtausend: Ideen, Projekte, Bauten. Prestel Verlag, München 1999.[10]
- Die Architektur, die Tradition und der Ort. Regionalismen in der europäischen Stadt. DVA, Stuttgart 2000. ISBN 3-421-03223-8[11]
- Verhaltene Geschwindigkeit. Die Zukunft der telematischen Stadt. Verlag Klaus Wagenbach, Berlin 2002. ISBN 978-3-8031-5166-7[12]
- mit Ruth Hanisch, Ulrich Maximilian Schumann, Wolfgang Sonne (Hrsg.): Architekturtheorie 20. Jahrhundert. Positionen, Programme, Manifeste. Hatje Cantz Verlag, Ostfildern-Ruit 2004. ISBN 978-3-7757-1375-7[13]
- mit Matthias Noell (Hrsg.): Stadtformen. Die Architektur der Stadt zwischen Imagination und Konstruktion. gta Verlag, Zürich 2005. ISBN 978-3-85676-160-8[14]
- Stadtarchitekturen / Urban Architectures. Quart Verlag, Luzern 2006, ISBN 978-3-907631-71-3.
- Die Stadt im 20. Jahrhundert. 2 Bände. Verlag Klaus Wagenbach, Berlin 2010. ISBN 978-3-8031-3633-6[15]
- Stadtbau als Handwerk. Elf Gespräche und sieben Projekte 1999–2011. gta Verlag, Zürich 2011. ISBN 978-3-85676-295-7[16]
- mit Katia Frey und Eliana Perotti (Hrsg.): Anthologie zum Städtebau Band I. Von der Stadt der Aufklärung zur Metropole des industriellen Zeitalters. 2 Teilbände. Gebr. Mann Verlag, Berlin 2008, ISBN 978-3-7861-2522-8.
- mit Katia Frey und Eliana Perotti (Hrsg.): Anthologie zum Städtebau Band II. Das Phänomen Großstadt und die Entstehung der Stadt der Moderne. Quellentexte in Deutsch, Englisch, Französisch, Italienisch, Niederländisch, Spanisch. Gebr. Mann Verlag, Berlin 2014, ISBN 978-3-7861-2523-5.
- mit Katia Frey und Eliana Perotti (Hrsg.): Anthologie zum Städtebau Band III. Vom Wiederaufbau nach dem Zweiten Weltkrieg bis zur zeitgenössischen Stadt. Gebr. Mann Verlag, Berlin 2005, ISBN 978-3-7861-2510-5.
- mit Konstanze Sylva Domhardt und Rainer Schützeichel (Hrsg.): Enzyklopädie zum gestalteten Raum. Im Spannungsfeld zwischen Stadt und Landschaft. gta Verlag, Zürich 2014. ISBN 978-3-85676-325-1.
- mit Konstanze Sylva Domhardt (Hrsg.): Die Stadt der Moderne. Strategien zu Erhaltung und Planung. gta Verlag, Zürich 2016. ISBN 978-3-85676-355-8.
- Benedict Esche / Benedikt Hartl (Hrsg.): REMINISCENCE. ea Edition Architektur, München, 2016
- Voreingenommene Erzählungen. Architekturgeschichte als Ideengeschichte. gta Verlag, Zürich 2016. ISBN 978-3-85676-357-2.
- Radikal normal. Positionen zur Architektur der Stadt. Hatje Cantz Verlag, Ostfildern 2015. ISBN 978-3-7757-4007-4.
- Die Stadt von der Neuzeit bis zum 19. Jahrhundert. Urbane Entwürfe in Europa und Nordamerika. Verlag Klaus Wagenbach, Berlin 2017, ISBN 978-3-8031-3667-1.
- mit Katrin Albrecht, Helene Bihlmaier, Lukas Zurfluh (Hrsg.): Manuale zum Städtebau. Die Systematisierung des Wissens von der Stadt 1870-1950. DOM publishers, Berlin 2017, ISBN 978-3-86922-539-5.
- mit Rainer Schützeichel (Hrsg.): Die Stadt als Raumentwurf. Theorien und Projekte im Städtebau seit dem Ende des 19. Jahrhunderts. Deutscher Kunstverlag, 2017, ISBN 3-422-07426-0.
- mit Harald R. Stühlinger, Markus Tubbesing (Hrsg.): Atlas zum Städtebau. Hirmer Verlag, München 2018, 2 Bände, ISBN 978-3-7774-2966-3.
- Bedeutsame Belanglosigkeiten. Kleine Dinge im Stadtraum. Verlag Klaus Wagenbach, Berlin 2019. ISBN 978-3-8031-3687-9[17]
- Gegen Wegwerfarchitektur. Dichter, dauerhafter, weniger bauen. Verlag Klaus Wagenbach, Berlin 2023. ISBN 978-3-8031-3737-1